# Tagarra
Tagarra es una localidad caboverdiana del municipio de São Miguel.

## Geografía
La localidad está situada en la isla Santiago.

## Organización territorial
La localidad abarca los lugares y barrios de:
- Casona
- Chãnzinha
- Chão Grande
- Chiqueiro Velho
- Coqueiro
- Cruz Nova
- Djedje Vermelho
- Figueira Muita
- Flamengo Baixo
- Lém Cabral
- Lém Coelho
- Lém de Santo
- Lém Lopes
- Lém Tavares
- Pedra Comprida
- Poilão
- Ribeirão Velho
- Rochinha
- Tagarra